# تکیه بختیاری‌ها
تکیهٔ بختیاری‌ها در ضلع جنوبی تکیهٔ میرفندرسکی در تخت فولاد اصفهان واقع شده است. بیش از یکصد قبر از خاندان بختیاری در این تکیه قرار دارد که هر یک از آن‌ها سنگ مرمر نفیس و نقوشی بی‌نظیر دارند. تکیه صمصام نیز در سال ۱۳۰۹ در مجاورت این تکیه احداث شد.

## تاریخچه
در جنوب شرقی تکیهٔ میرفندرسکی در پایان قرن ۱۳ قمری حجراتی اضافه گردید که به تکیهٔ بختیاری‌ها معروف است. این مجموعه آرامگاهی از سال ۱۲۶۱ شمسی (۱۲۹۹ قمری) برای حسینقلی‌خان ایلخانی که به نیرنگ ظل‌السلطان به قتل رسید احداث شد و پس از آن فرزندان و خاندانش در آن مدفون شدند. به این ترتیب این تکیه از دوران قاجار و مشروطه به تکیه‌ای اختصاصی برای بختیاری‌ها در تخت فولاد بدل شد.

## معماری
تغییر سبک بنا در قسمت میانی ضلع جنوبی صحن میر، این ادعا را ثابت می‌کند که در دوره قاجار نسبت به احداث مقابر بختیاری‌ها اقدام شده است. ضلع جنوبی صحن، که مهم‌ترین بخش آن ایوان بلندی است، در وسط این ضلع واقع شده و دارای ارسی‌ها و پنجره‌های مشبک با شیشه‌های رنگین است که به اتاق بختیاری‌ها متصل شده است. اتاق مذکور با ارسی‌های زیبا روی ایوان جنوبی دوره صفوی و حجره‌های کناری آن احداث شده است.

### اتاق‌ها، ایوان‌ها و تالارها
ایوان مرکزی واقع در ضلع جنوبی آرامگاه حسینقلی‌خان ایلخانی بختیاری (متوفای ۱۲۹۹ ق) و سردار اسعد بختیاری، تالار بزرگ این ضلع آرامگاه ایل‌بیگی‌ها و اتاق جنوب شرقی آرامگاه نجفقلی‌خان صمصام‌السلطنه بختیاری (متوفای ۱۳۴۹ ق) است. در این مجموعه آرامگاهی تاکنون ۷۸ شخصیت از بختیاری‌ها شناسایی شده که سنگ مزار ۶۷ تن از آنان شناسایی، مورد بررسی، مطالعه و پژوهش قرار گرفته و سنگ مزار ۱۱ تن به دست نیامده است.

### گچ‌بری‌ها
پرکارترین و متنوع‌ترین گچبری‌های تخت فولاد را می‌توان در تکیه بختیاری‌ها دید که جلوه‌ای ویژه و زیبایی منحصر به فردی به این تکیه و اتاق‌های آن بخشیده است.

## تابلوها
جلال‌الدین همایی در این باره می‌نویسد:
در وسط ضلع جنوبی اُرُسی بزرگ مقبرهٔ ایلخانی است که حسین‌قلی‌خان ایلخانی سردار و حاج‌علی‌قلی‌خان سردار اسعد بزرگ و کوچک و جعفرقلی‌خان متوفی ۱۳۱۳ و اسفندیارخان اینجا مدفونند و سنگ‌های قیمتی و تابلوهای نقاشی عالی برای ایشان ساخته‌اند مخصوصاً تابلوی سردار اسعد کار نقاش‌باشی سمیرمی است که در نقاشی آیتی بود و ما او را دیده بودیم.

در طاقچهٔ بلند این اُرُسی تابلو نقاشی قدیمی است تصویر میرداماد و شیخ بهایی که از روی آن عکس گرفتیم و سعید نفیسی در کتاب خود چاپ کرد. این تابلو از آثار قدیمهٔ تکیه است که در این محل گذارده‌اند.
در این تالار سه تابلوی ارزشمند وجود داشت: تابلوی نخست، تصویری از سردار اسعد اول سوار بر اسب است که برای حفظ و نگهداری به موزه چهلستون منتقل شده است. تابلوی دوم، مربوط به اسفندیارخان بوده و آن نیز هم‌اکنون در موزه چهل‌ستون نگهداری می‌شود. از تابلوی سوم که صحنه‌ای از مجلس میرفندرسکی و شیخ بهائی را به تصویر می‌کشد، در حال حاضر اطلاعی در دست نیست.
تصویری از این نقاشی را لطف‌الله هنرفر در کتاب خود، گنجینه آثار تاریخی اصفهان (صفحه ۵۴۵) آورده است. حدس زده می‌شود که این نقاشی از آثار آقا سید حسین رشتیان، نقاش دورهٔ ظل‌السلطان بوده باشد.

## افراد سرشناس دفن شده
- حسینقلی‌خان ایلخانی
- اسفندیارخان (سردار اسعد اول)
- علی‌قلی‌خان سردار اسعد (سردار اسعد دوم)
- خسروخان سردار ظفر (سردار ظفر)
- بی‌بی مریم بختیاری
- بی‌بی کوکب بختیار
- جعفرقلی‌خان بختیاری (سردار اسعد سوم)
- داراب افسر بختیاری

### تکیه صمصام
- نجف‌قُلی‌خان بختیاری (صمصام‌السلطنه)
- مرتضی‌قلی‌خان صمصام

## نگارخانه

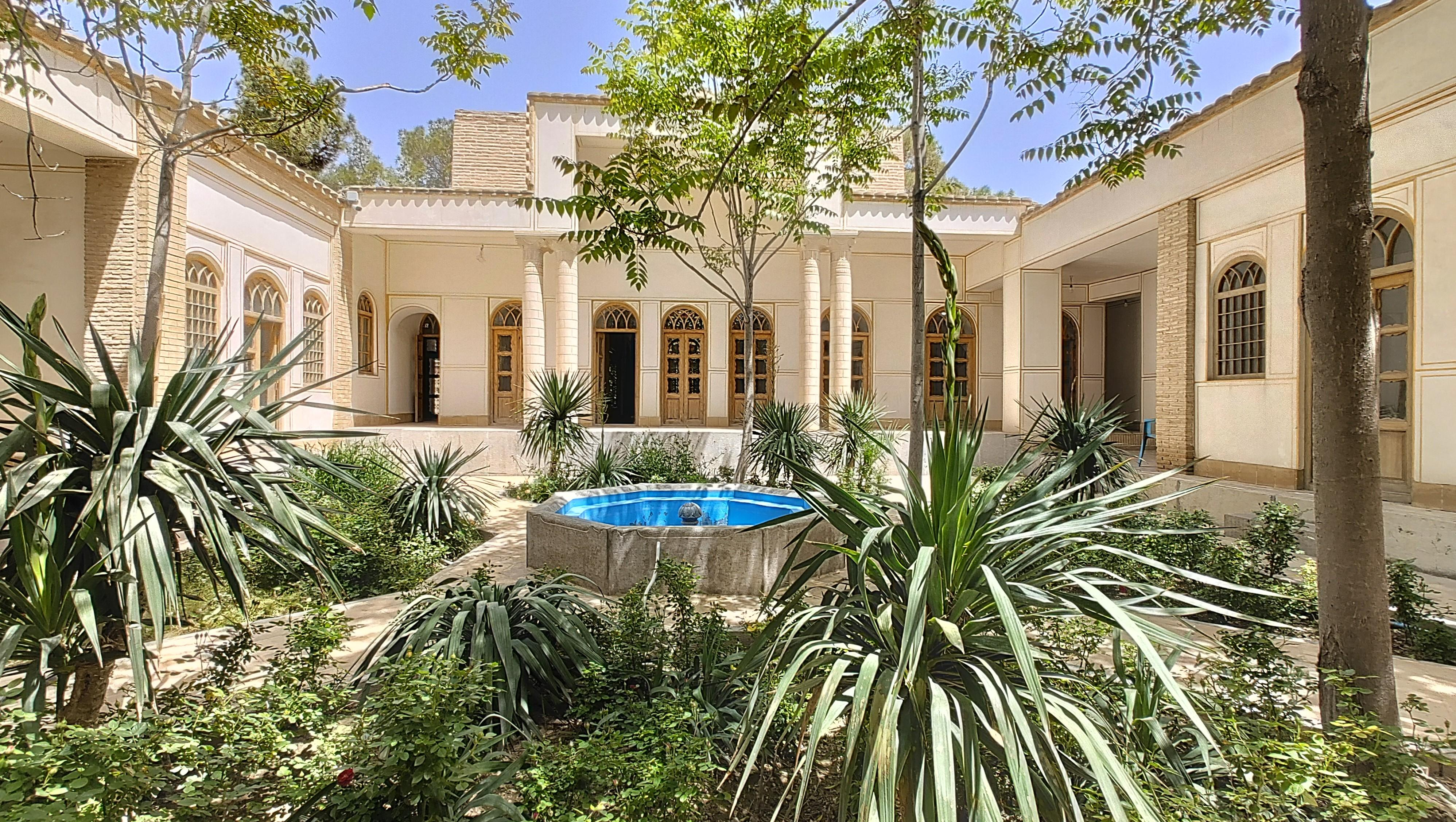
حیاط اول
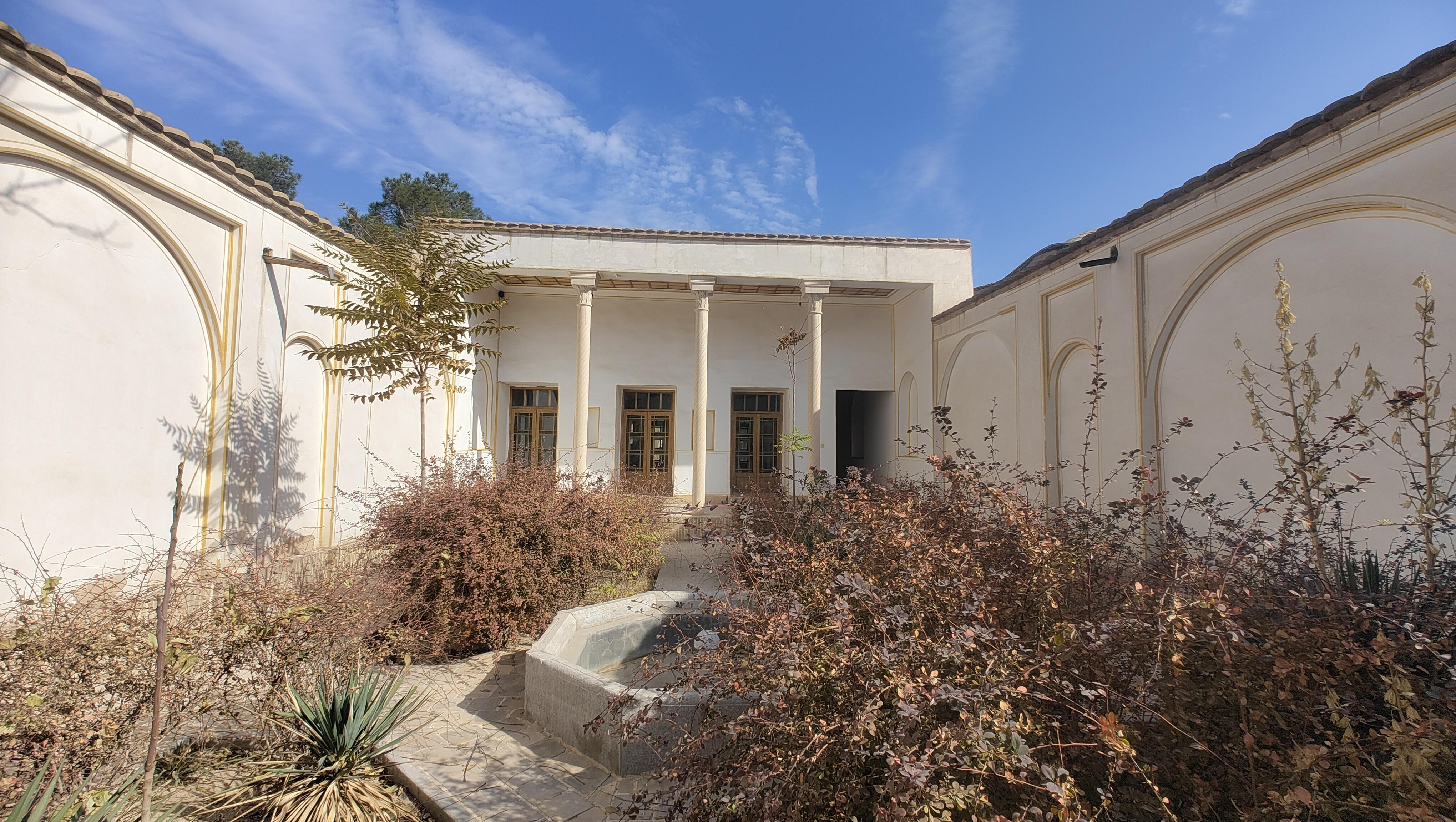
حیاط دوم
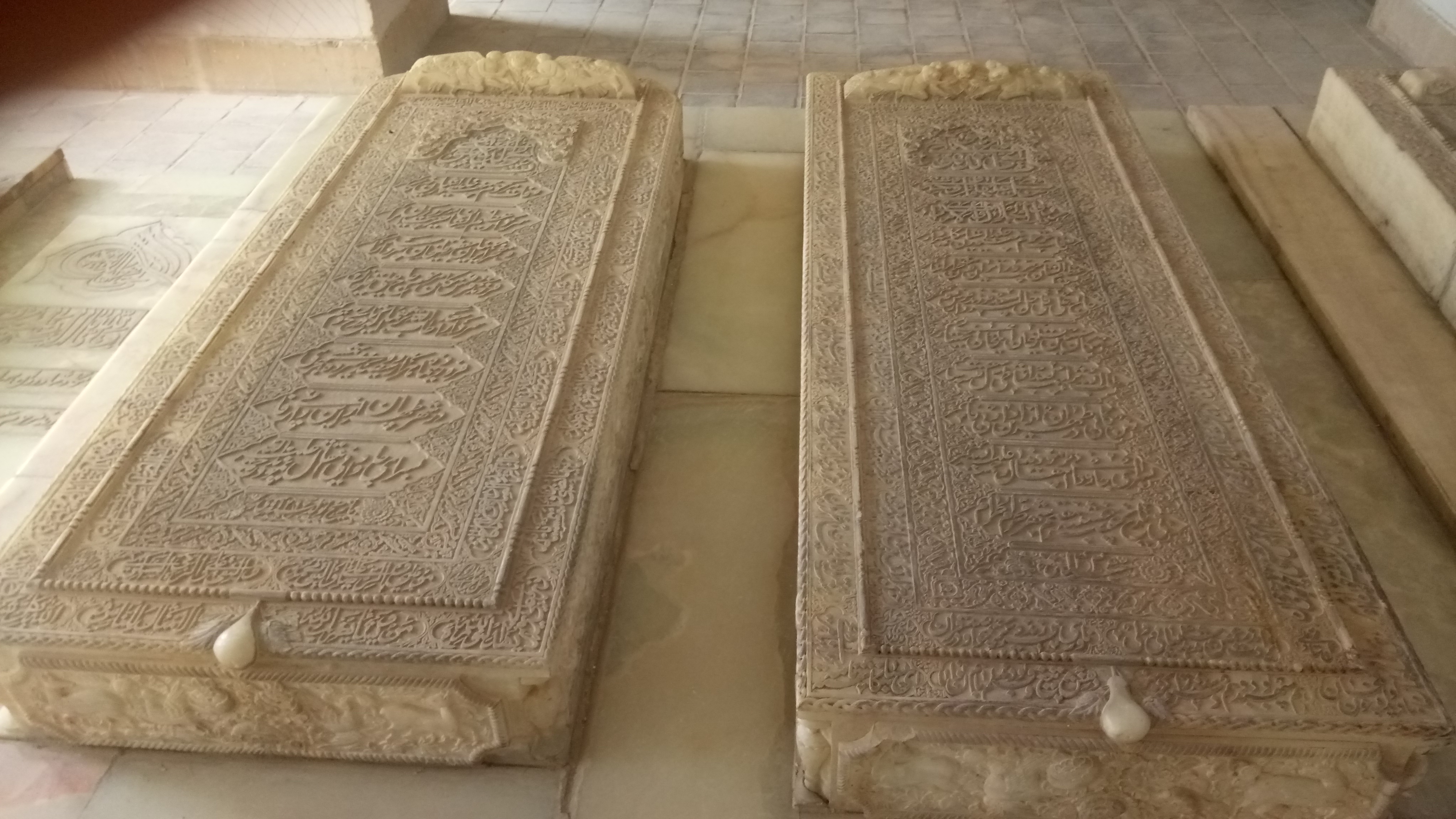
مقبرهٔ سردار اسعد در کنار فرزندش سردار بهادر